# Турано-Лодиджано

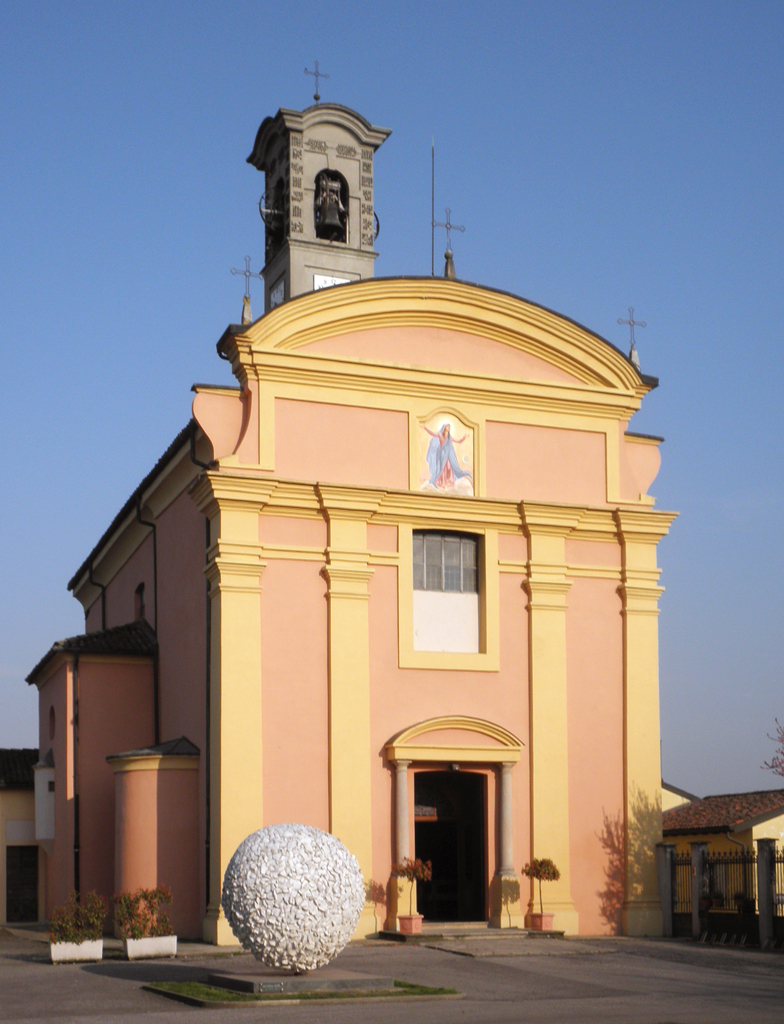
Турано-Лодиджано: Успенский храм

Турано-Лодиджано (итал. Turano Lodigiano) — коммуна в Италии, располагается в регионе Ломбардия, в провинции Лоди.
Население составляет 1265 человек (2008 г.), плотность населения составляет 79 чел./км². Занимает площадь 16 км². Почтовый индекс — 26828. Телефонный код — 0377.
В коммуне 15 августа особо празднуется Успение Пресвятой Богородицы.

## Демография
Динамика населения:

## Администрация коммуны
- Официальный сайт: